# لوئیجی ریزی (بازیکن فوتبال)
لوئیجی ریزی (انگلیسی: Luigi Rizzi؛ زادهٔ ۱۱ ژوئن ۱۹۰۷) بازیکن فوتبال اهل ایتالیا است.
از باشگاه‌هایی که در آن بازی کرده‌است می‌توان به باشگاه فوتبال اینتر میلان و باشگاه فوتبال پارما اشاره کرد.